# Baojun Yep
Baojun Yep (кит. упр. 宝骏悦也; кит. трад. 寶駿悅也; пиньинь Bǎojùn Yuèyě) — электромобиль-внедорожник, выпускающийся с 2023 года под брендом Baojun китайской компании SAIC-GM-Wuling.

## Описание
Baojun Yep впервые был представлен в феврале 2023 года на Шанхайском автосалоне. При разработке дизайна компания опиралась на Suzuki Jimny.
Автомобиль отличается своим «угловатым» силуэтом с чётко очерченными колёсными арками, чёрными бамперами и накладками на подножках, а также имитацией запасного колеса на крышке багажника. Также автомобиль использует полностью светодиодное освещение с характерным расположением «полос» на передних крышках. Несмотря на габариты, Yep является четырёхместным автомобилем, который может вместить по 2 пассажира на каждый ряд.
Также Baojun Yep является первым внедорожником с ЖК-экранами размером 300 на 256 мм. По форме напоминает наручные часы и используется для отображения сообщений, смайликов, картинок или анимации другим водителям на дороге.
Продажи автомобиля начались в мае 2023 года.

## Технические характеристики
Baojun Yep оснащается электродвигателем мощностью 67 л. с. и крутящим моментом 140 Н⋅м. Железо-фосфатный аккумулятор позволяет водителю проехать около 303 км по циклу CLTC.

## Галерея

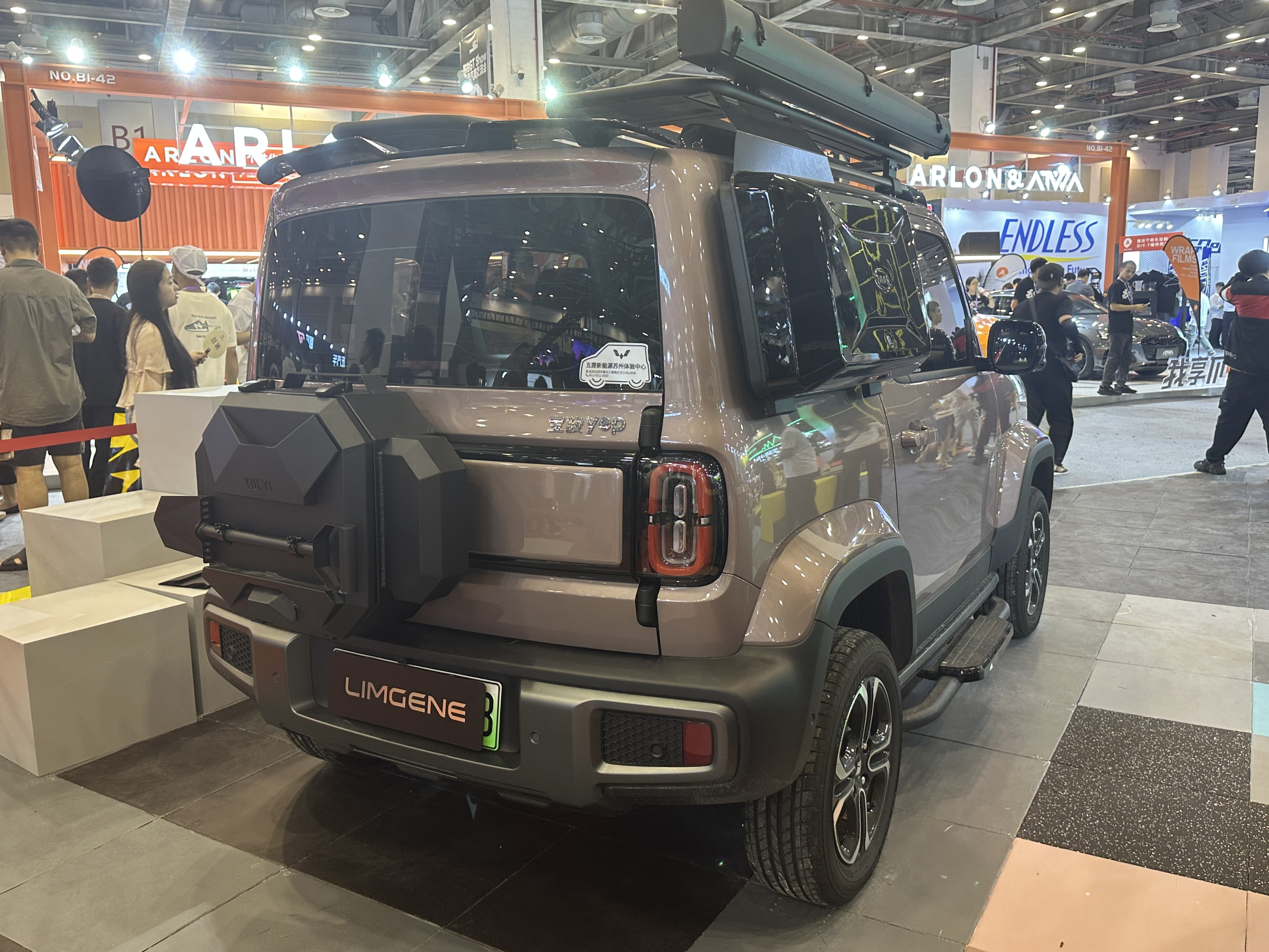
Вид сзади
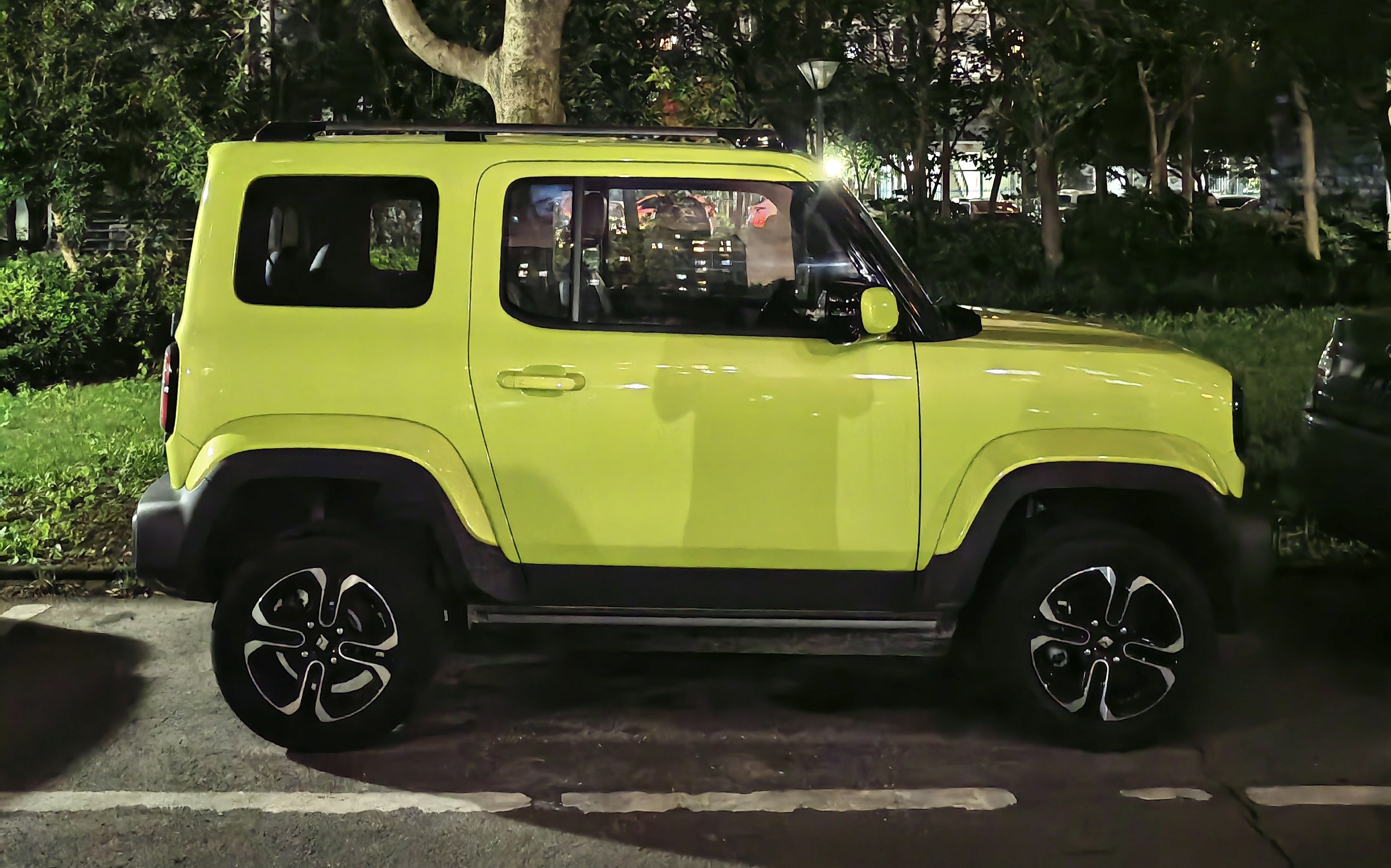
Вид сбоку
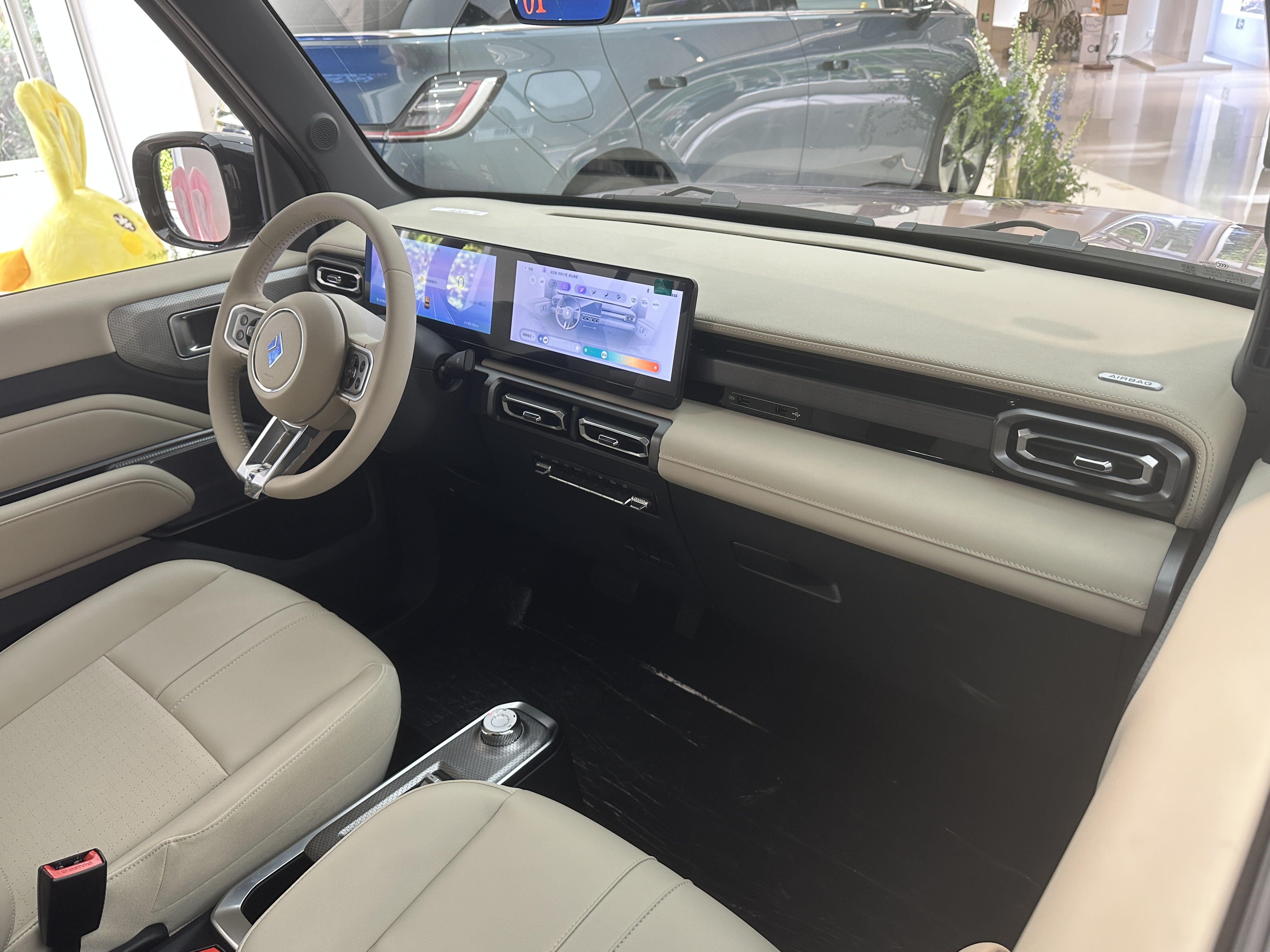
Интерьер